# Largo alle donne!
Largo alle donne! è un film del 1924 diretto da Guido Brignone.

## Trama
Il nucleo famigliare dei Cascadier è fondato sul matriarcato. Felicita, la madre, è un'avvocatessa leader di un movimento femminista. Delle tre figlie, la seguono Renata, pittrice d'arte astratta, e Camilla, medico che assiste i sani e giudica guarito chi sta per morire. Solo Andreina preferisce dedicarsi al marito, ai figli e al povero padre, ridotto ad occuparsi delle faccende domestiche. Una serie di vicende più o meno grottesche faranno però cadere, una ad una, le fisime del femminismo.

## Produzione
Tratto dalla commedia Place aux femmes! (1898) di Charles Maurice Hennequin (1863-1926) e Albin Valabrègue (1853-1937), la pellicola ottenne il visto censura n. 19223 il 28 febbraio 1924.

## Critica

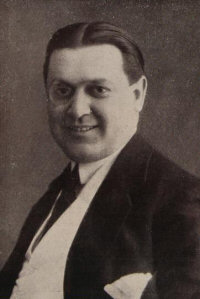
Oreste Bilancia ha il ruolo del signor Cascadier

G. Bologna, Da Genova, in La rivista cinematografica del 10 maggio 1924: « Hennequin, l'autore di questa briosa commedia, ha saputo infondere il perfetto umorismo, dando all'eterno femminino la speranza di realizzare l'emancipazione. Nello stesso tempo ha voluto far conoscere, che cosa avverrebbe se le donne ottenessero il voto politico. La riduzione e la direzione artistica affidata a Guido Brignone, è stata un vero capolavoro d'arte, sia per la scelta degli interpreti, che come recitazione, riuscita perfetta. Gl'interpreti principali [...] hanno reso questo capolavoro comicissimo ed originale dal principio alla fine. Nitidissima e molto buona la fotografia. Immenso successo ».
Gulliver in La rivista cinematografica del 25 agosto 1924: « La fantasia scapigliata di Hennequin ha forse avuto nella trama di questa commedia scintillii particolari e diversivi nuovi. Il femminismo non è stato per lui un motivo di studio, di analisi, di ricerca sociale o morale, ma un intreccio allegro che egli ha saputo in quella sua forma amabile di bonomia saporosa ed inoffensiva, cospargere d'ironia. [...] A volte ha accenti sentiti di pochade, si fa leggera, inconsistente: ma in tutti i momenti è opera di scrittore guardingo, arguto, che vuol svolgere il suo soggetto irrobustendolo di tutti gli elementi acquisiti dal suo spirito e dalla sua esperienza. [...] Questa ricostruzione dà l'impressione di opera oriqinale composta e scritta unicamente per il cinematografo, poiché l'essenzialità della parola è sostituita con mezzi adeguati. I contrasti maritali non hanno bisogno di illustrazione verbale, ed il comico, lo spirito di un motto, è espresso nella stessa situazione dagli accenti plastici, dai richiami posteriori o dal profilarsi di sorprese postume. [...] Ma dopo questo giudizio di indole qenerale, dobbiamo rilevare i valori cinematografici consistenti nel raggruppamento dei quadri, nella successione coordinata degli episodi, nell'alternarsi stesso deqll avvenimenti che procedono con logicità serrata [...]».